# Villiers-Saint-Orien
Villiers-Saint-Orien – miejscowość i gmina we Francji, w Regionie Centralnym, w departamencie Eure-et-Loir.
Według danych na rok 1990 gminę zamieszkiwało 157 osób, a gęstość zaludnienia wynosiła 10 osób/km² (wśród 1842 gmin Regionu Centralnego Villiers-Saint-Orien plasuje się na 980. miejscu pod względem liczby ludności, natomiast pod względem powierzchni na miejscu 851.).